# Еден Голан
Еде́н Ґола́н (івр. עדן גולן, нар. 5 жовтня 2003, Кфар-Сава, Ізраїль) — ізраїльська співачка, танцівниця й художня гімнастка, переможниця десятого сезону «Наступна зірка Євробачення» та представниця Ізраїлю на Пісенному конкурсі Євробачення 2024. Розпочала свою кар‘єру з російського відбору на Дитяче Євробачення 2015, також брала участь у російському «Голос. Діти». 

## Раннє життя
Народилась 5 жовтня 2003 року у Кфар-Саві. Її батько Едді — латиський єврей, мати Ольга — українська єврейка. Коли Еден було 5 з половиною років, сім'я переїхала до Москви через роботу батька. Пізніше співачка розповіла, що цей переїзд був дуже важким через антисемітизм. За її словами, через єврейське ім'я російське суспільство її не сприйняло: «Навіть із моїм ім'ям у людей завжди була проблема. Це найбільш ізраїльське ім'я. Можливо, якби мене звали Машею, вони б ставилися до мене по-іншому, але завжди було таке, що я „Еден Ґолан“, я не росіянка й не належу до них, я ізраїльтянка. Я там була чужою».
Із 9 років почала вивчати вокал, а з 10 років — займатися художньою гімнастикою.

## Кар'єра

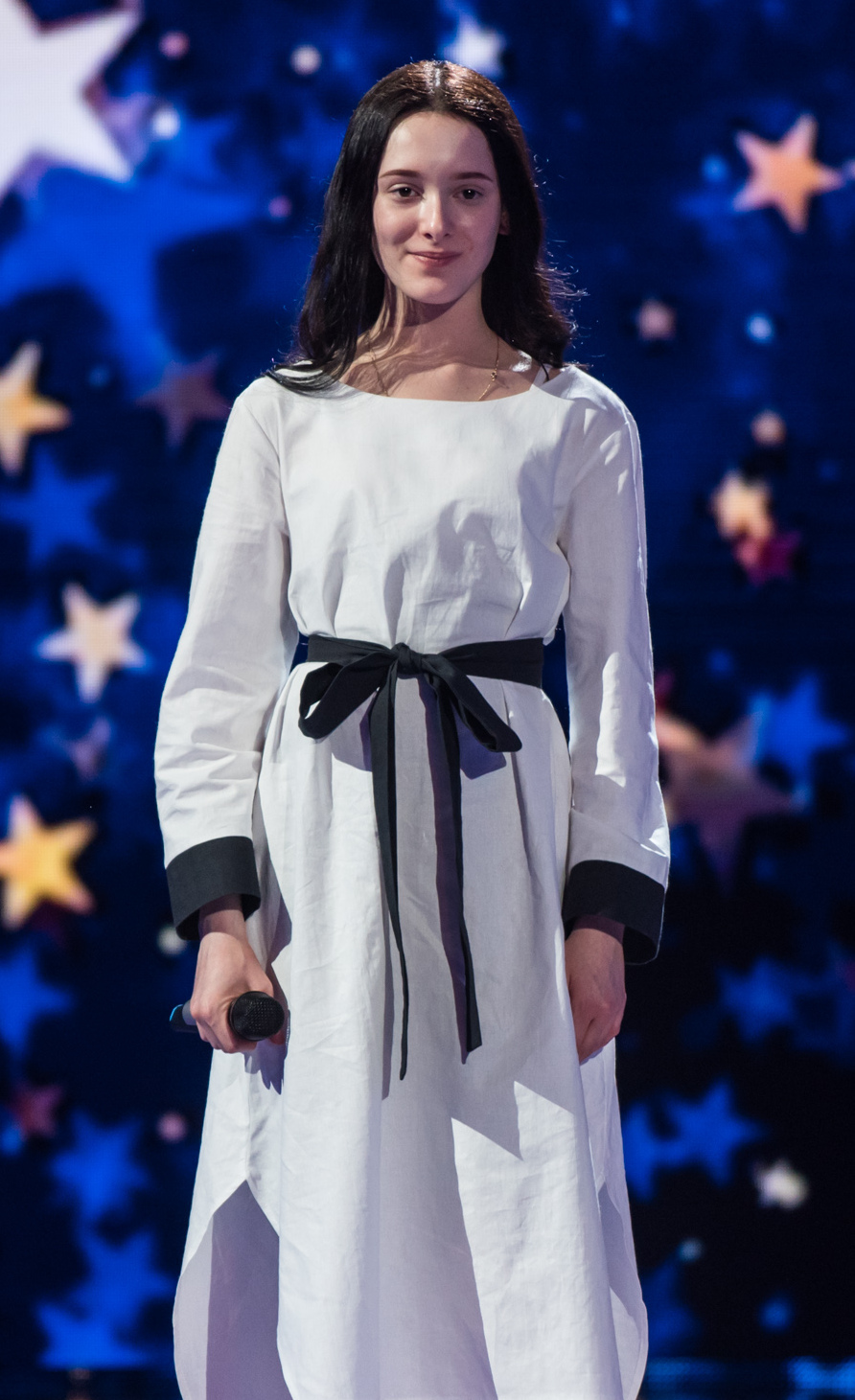
Еден Ґолан у 2018 році

У 2015 році посіла п'яте місце у відборі представника Росії на Дитячий пісенний конкурс Євробачення 2015. У 2016 році у 12-річному віці брала участь у дитячому конкурсі «Новая волна», який проходив у окупованому Криму в дитячому таборі «Артек». Співачка незаконно відвідувала окупований Росією Крим, за що внесена до бази «Миротворець». 2018 року Ґолан взяла участь у п'ятому сезоні «Голосу Росії», де дійшла до фіналу, але не потрапила до трійки найкращих. Після шоу російський продюсер запросив Еден до жіночого попгурту, в якому вона працювала протягом двох років.
2022 року повернулася з родиною в Ізраїль. Після повернення у співпраці з литовським продюсером Lucky Luke випустила свій дебютний сингл «Ghost Town», який зібрав понад 600 000 прослуховувань на Spotify. 30 грудня випустила пісню «Let Me Blow Ya Mind» у співпраці з TYMMA. У 2023 році випустила дві пісні: «TAXI» і «Dopamine». Того ж року брала участь у фіналі другого сезону реаліті-шоу «Can See Your Voice» і вибула в першому турі на стадії першого враження, а також пізніше з'явилась як танцівниця в пісні «Little Bag» Ness Ve Stilla.
Наприкінці 2023 року Еден стала учасницею десятого сезону «Наступної зірки Євробачення» (Rising Star). На прослуховуванні вперше в історії шоу набрала 100 % голосів. У підсумку Ґолан посіла перше місце й була обрана представницею Ізраїлю на Пісенному конкурсі Євробачення 2024. У березні 2024 року вийшла пісня для конкурсу під назвою «Hurricane». 9 травня 2024 року Еден виступила в другому півфіналі Євробачення та з найбільшою кількістю балів від глядачів кваліфікувалася до фіналу. У фіналі, що відбувся 11 травня, співачка виступила під п'ятим номером та посіла 5 місце в загальном заліку з 375 балами, з яких 323 від глядачів (2 місце) та 52 від журі (12 місце).